# Yasutaka Yoshida
Yasutaka Yoshida (født 22. november 1966) er en tidligere japansk fodboldspiller.
Han har spillet for flere forskellige klubber i sin karriere, herunder Sanfrecce Hiroshima.